# Техом

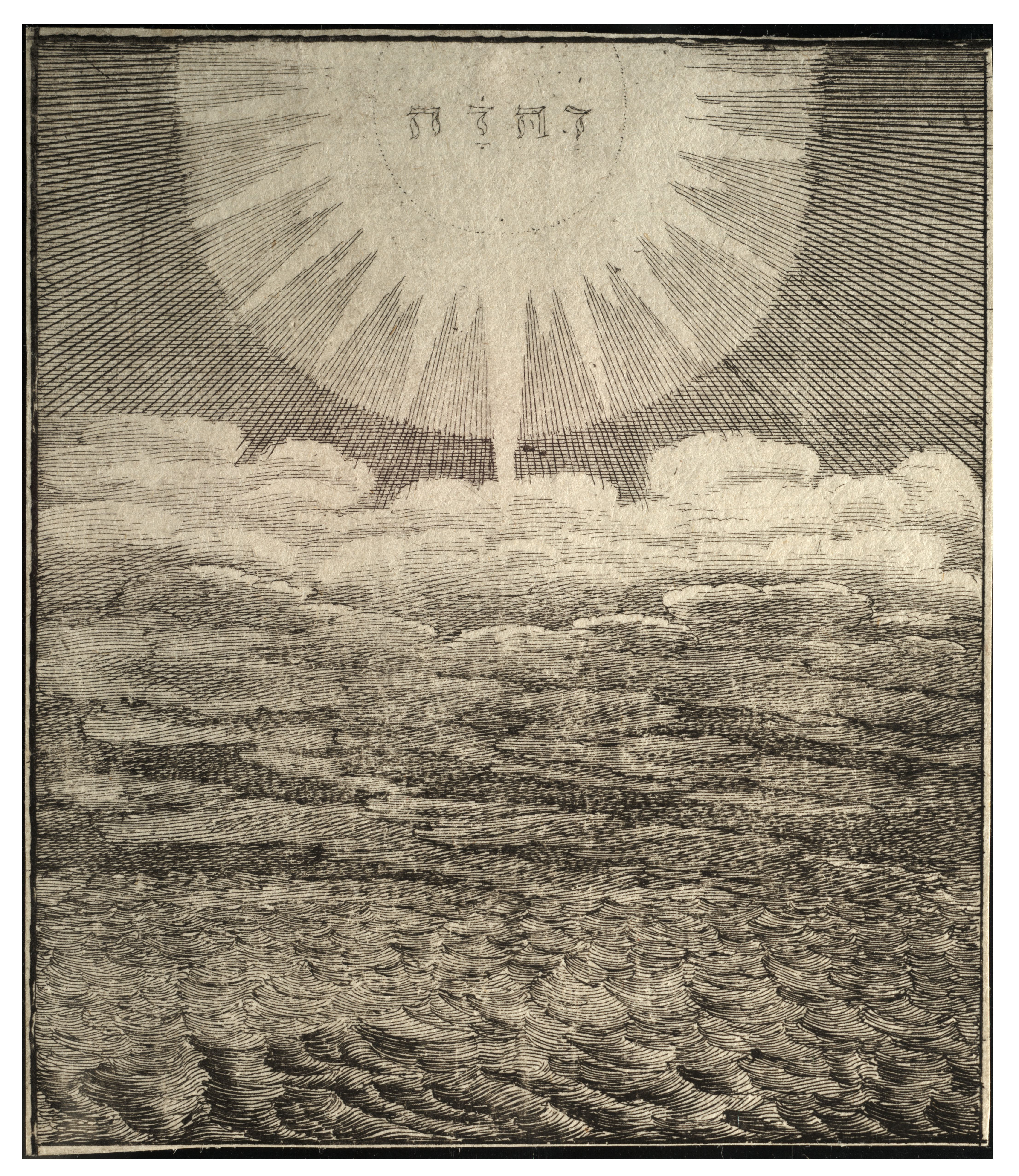
Хаос, Вацлав Холлар

Техом (др.-евр. תְּהוֹם‬ təhôm; также теом, устар. тегом) — древнееврейское слово, означающее «бездна». Используется для описания первобытного океана и вод земли после сотворения мира. Происходит от семитского корня, который обозначал море как неперсонифицированную сущность.

## Бытие
Теом упоминается в книге Быт. 1:2, где он переводится как «бездна»:
Земля же была безвидна и пуста, и тьма над бездною, и Дух Божий носился над водою.
То же слово используется для обозначения источника Ноева потопа в Быт. 7:11:
В шестисотый год жизни Ноевой, во второй месяц, в семнадцатый день месяца, в сей день разверзлись все источники великой бездны, и окна небесные отворились; и лился на землю дождь сорок дней и сорок ночей.

## Гностицизм
Гностики использовали Бытие 1:2, для обоснования положения, что первоначальный Бог-Творец, называемый «Плерома» или «Битос» (от греческого «Глубокий»), существовал ранее Элохима и дал начало таким более поздним божествам и духам посредством эманаций, всё более отдаленных от первоначальной формы.
В мандейской космологии Море Суф (или Море Супа) является изначальным морем в Мире Тьмы.

## Каббала
В еврейской каббалистической традиции Теом упоминается как первое из семи «Адских обиталищ», которые соответствуют десяти клипот (буквально «скорлупам»), часто вместо Шеола.

## Санхуниатон
Роберт Р. Стиглиц считает, что эблаитские тексты отражают отождествление богини Бераут в мифологии Санхуниатона с угаритским thmt и аккадской Тиамат через bʾrôt («фонтаны»).

## Теория панвавилонизма
В Новое время теоретики панвавилонизма связывали некоторые библейские тексты с месопотамским мифом о сотворении мира, согласно которому ещё до сотворения видимого мира существовал обширный мир богов. В те времена Мать богов Тиамат (слово схоже с библейским Техом и угаритским Têmtum) возмутилась против богов, однако Мардук, предводитель богов, рассёк Тиамат пополам, из одной половины её тела сотворил небо, а из другой землю, так как во всех месопотамских мифах демиург перед началом творения должен был сразиться с водой, воплощающей в себе изначальный хаос.
Согласно критике форм, в Быт. 1 повествование, опуская борьбу, начинается после того, как победа над морской стихией уже одержана. Кроме того, автор этого позднего жреческого текста перерабатывает материал, объявляя морских чудовищ не противниками бога, а его творениями. Однако, 73-й псалом сообщает «Ты расторг силою Твоею море [yam], Ты сокрушил головы змиев [tanninim] в воде; Ты сокрушил голову левиафана [liwyatan], отдал его в пищу людям пустыни…», а 103-й псалом говорит о победе бога над бездной (тэхом) и водами, упоминаемыми в Быт. 1 и 2.
Таким образом, согласно этой теории, в стихах Исаии II «роды давние» должны представить времена первобытные до сотворения мира, а «воды великой бездны» (Теом) — саму «Тиамат» (или, точнее, ед. число тамту).